# Лебедев, Владимир Ильич
Владимир Ильич Лебедев (1935—2020) — советский и российский учёный, педагог и организатор науки в области геологии, доктор геолого-минералогических наук (1986), профессор (2009). Заслуженный деятель науки Республики Тыва (1995). Заслуженный деятель науки Российской Федерации (2002). Почётный гражданин города Кызыл (2011). Первый директор ТувИКОПР СО РАН (1988—2015).

## Биография
Родился 10 октября 1935 года в д. Малое Матвеево Яранского района Кировской области.
С 1953 по 1957 год работал в Казахской ССР и Карельской АССР на геологоразведочных работах на горнодобывающих предприятиях промышленности.  С 1957 по 1962 год обучался на геологоразведочном факультете Ленинградского горного института имени Г. В. Плеханова. С 1962 по 1975 год работал в Тувинской геологоразведочной экспедиции в должностях: геолога, старшего геолога, начальником тематических и поисковых отрядов и руководителем геолого-съемочных партий. Одновременно с основной работой с 1964 по 1969 год проходил обучение на заочном отделении  аспирантуры при ЛГИ.
С 1975 года на научно-исследовательской работе в СО АН СССР — СО РАН: с 1975 по 1979 год — старший научный сотрудник Тувинской экономической лаборатории ИЭОПП СО РАН. С 1979 по 1986 год — ведущий научный сотрудник Тувинской геологической лаборатории ИГиГ СО АН СССР. С 1986 по 1988 год —  заведующий лабораторией и директор Тувинского комплексного отдела СО РАН, с  1988 по 2015 год — первый директор ТувИКОПР СО РАН. С 2017 года — главный научный сотрудник Лаборатории прогнозно-металлогенических исследований Института геологии и минералогии СО РАН. С  2004 по 2020 год помимо научной занимался и педагогической работой в Тувинском государственном университете: с 2004 по 2009 год — заведующий кафедрой экономической географии и геоинформационных систем. С 2009 по 2013 год — профессор кафедры географии и туризма. С 2013 по 2020 год — профессор кафедры горного дела инженерно-технического факультета ТувГУ.
В 1967 году В. И. Лебедев защитил диссертацию на соискание учёной степени кандидата геолого-минералогических наук по теме: «Условия образования и закономерности размещения арсенидно-кобальтовых жил Хову-Аксынского рудного узла», в 1986 году — доктора геолого-минералогических наук по теме: «Рудно-формационный анализ, условия образования и закономерности размещения кобальтовых месторождений Центральной Азии». В 2009 году решением ВАК В. И. Лебедеву было присвоено учёное звание — профессор.
В. И. Лебедев являлся автором более 290 научных трудов, в их числе двадцать восемь монографий и девятнадцать свидетельств и патентов на изобретения. При его участии и под его руководством было защищено 22 докторские и кандидатские диссертации. Помимо основной деятельности Лебедев являлся членом Объединенного учёного совета наук о Земле Сибирского отделения РАН.
В 1995 году Указом Президента Республики Тыва  «За заслуги в научной деятельности и многолетний добросовестный труд» Владимир Ильич Лебедев был удостоен почётного звания — Заслуженный деятель науки Республики Тыва
6 сентября 2011 года «За выдающиеся заслуги перед городом Кызыл» Владимир Ильич Лебедев был удостоен почётного звания — Почётный гражданин города Кызыл.
8 августа 2005 года Указом Президента России «За заслуги в научной деятельности и многолетний добросовестный труд» Владимир Ильич Лебедев был удостоен почётного звания — Заслуженный деятель науки Российской Федерации
Скончался 20 октября 2020 года в Бердске.

## Основная библиография
- О возможности прогнозирования геофизической активности по межпланетным мерцаниям радиоисточников / Москва : б. и., 1979 г. — 12 с.
- Населению Республики Тыва-популярно о радиоактивности / Б. Л. Щербов, В. И. Лебедев; Отв. ред. Ф. В. Сухоруков; М-во охраны окружающей среды и природ. ресурсов Респ. Тыва и др. - Новосибирск ; Кызыл : ТувИКОПР, 1997 г. — 79 с. — ISBN 5-7692-0033-2
- Рудномагматические системы эталонных арсенидно-кобальтовых месторождений / В. И. Лебедев ; отв. ред.: А. А. Оболенский ; Российская акад. наук, Сибирское отд-ние, Тувинский ин-т комплекс. освоения природных ресурсов (г. Кызыл). - Новосибирск : Изд-во Сибирского отд-ния Российской акад. наук, 1998 г. — 135 с.  — ISBN 5-7692-0024-3
- Состояние и освоение природных ресурсов Тувы и сопредельных регионов Центральной Азии. Геоэкология природной среды и общества: (Науч. тр. ТувИКОПР СО РАН) / Сиб. отд-ние РАН. Тув. ин-т комплекс. освоения природ. ресурсов; Отв. ред. В.И. Лебедев. - Тува : ТувИКОПР СО РАН, 2001 г. — 231 с. — ISBN 5-94897-001-9
- Состояние и освоение природных ресурсов Тувы и сопредельных регионов Центральной Азии. Геоэкология природной среды и общества: (Науч. труды ТувИКОПР СО РАН) / Сиб. отд-ние РАН. Тув. ин-т комплекс. освоения природ. ресурсов ; Отв. ред. В.И. Лебедев. - Кызыл : ТувИКОПР СО РАН, 2003 г. — 254 с. — ISBN 5-94897-002-7
- Природные условия, история и культура Западной Монголии и сопредельных регионов: материалы VII Междунар. конф. (19-23 сент. 2005 г., Кызыл) : В 2 т. / отв. ред.: В. И. Лебедев, С. О. Ондар, Ю. Г. Полулях. - Кызыл : ТувИКОПР СО РАН, 2005 г. — ISBN 5-94897-007-8
- Фундаментальные и прикладные исследования ТувИКОПР СО РАН: межрегиональные и международные аспекты / В. И. Лебедев  ; отв. ред. В. В. Ярмолюк ; Федеральное гос. бюджетное учреждение науки Тувинский ин-т комплексного освоения природных ресурсов Сибирского отд-ния Российской акад. наук. - Кызыл : ТувИКОПР СО РАН, 2014 г. — 98 с. — ISBN 978-5-94897-040-0
- Кобальтовые арсенидные месторождения рудного пояса / В. И. Лебедев, [Maacha L.] ; ответственный редактор - академик РАН, д.г.-м.н. В. В. Ярмолюк ; Институт геологии и минералогии им. В. С. Соболева Сибирского отделения Российской академии наук, Москва : Де'Либри, 2018 г. — 279 с. — ISBN 978-5-4491-0141-9[8]

## Награды
- Медаль ордена «За заслуги перед Отечеством» II степени (1999 — «За большой вклад в развитие отечественной науки, подготовку высококвалифицированных кадров и в связи с 275-летием Российской академии наук»[9])
- Заслуженный деятель науки Российской Федерации (2005[6])
- Заслуженный деятель науки Республики Тыва (1995[1])
- Почётная Грамота Президиума Верховного Совета Тувинской АССР (1981[1])
- Почётная Грамота Президиума Сибирского отделения РАН (1995[1])
- Почётный гражданин города Кызыл (2011[5])